# Ceramida mauritanica
Ceramida mauritanica är en skalbaggsart som beskrevs av Jules Pièrre Rambur 1843. Ceramida mauritanica ingår i släktet Ceramida och familjen Melolonthidae. Inga underarter finns listade.